# سارا باریلز
سارا بت برلیس(به انگلیسی: Sara Beth Bareilles) (زاده ۷ دسامبر ۱۹۷۹) خواننده، ترانه‌سرا و پیانیست آمریکایی است. سارا با تک‌آهنگ «آواز عشق» در سال ۲۰۰۷ که او را در نمودار بیلبورد (مجله) Pop ۱۰۰ قرار می‌دهد، شناخته و معروف می‌شود. وی هم‌اکنون بیش از ۱ میلیون نسخه از آلبوم در سراسر جهان فروخته، و سه بار نامزد جایزه گرمی شده‌است.

## آلبوم‌ها
- ۲۰۰۴: Careful Confessions
- ۲۰۰۷: Little Voice
- ۲۰۱۰: Kaleidoscope Heart
- ۲۰۱۳: The Blessed Unrest

آلبوم زنده
- ۲۰۰۸: Between the Lines: Sara Bareilles Live at the Fillmore
- ۲۰۱۱: Live From Soho